# 玉皇乡
玉皇乡，是中华人民共和国甘肃省陇南市武都区下辖的一个乡镇级行政单位。

## 行政区划
玉皇乡下辖以下地区：
八石沟村、小石村、大坪村、槐树山村、大山村、羊圈头村、院子村、马家山村、老庄村、玉皇坪村、安窠村、泥池子村、张底下村、罗家里村、杨湾村和杜家村。